# 海禅院
海禅院（かいぜんいん）は、和歌山県和歌山市和歌浦中にある日蓮宗の寺院である。

## 歴史
1649年（慶安2年）、徳川家康の三十三回忌の際、養珠院（お万の方）が、妹背山に法華経を書写した経石を納めた石室を造り、その上に小堂を建てたのが創始である。養珠院に賛同した後水尾上皇や庶民など、身分を問わず全国から経石を集めて総数は20万個になったという。
養珠院の没後、1653年（承応2年）に紀州藩主徳川頼宣は、小堂を二層の多宝塔に改築し拝殿と唐門を建立した。その後、養珠寺の末寺になり、紀州徳川家の庇護を受けていたが明治維新で江戸幕府が滅亡すると禄を失い荒廃していき、檀家のない海禅院は多宝塔を残すのみとなった。
明治時代に紀州徳川侯爵家の意向で、海禅院は本山報恩寺の末寺となった。
1967年（昭和42年）2月14日、和歌山市指定文化財となった。
報恩寺並びにその檀家有志が1994年（平成6年）から1996年（平成8年）まで3年掛かりで痛みの激しかった多宝塔を解体修理した。
2002年（平成14年）、報恩寺執事長兼海禅院住職となった松本惠昌は、市民団体・妹背山護持顕彰会を設立し、2004年（平成16年）に養珠院が埋めた経石の再調査を行い、過去に発見された分を含め15万個以上が存在することを確認した。家康だけではなく戦死した国内の多くの人々を供養する意志があったことが、石箱に刻まれた銘文から判明した。また、顕彰会が経王堂を再建した。ただし、顕彰会は市民団体であり、海禅院に帰属する団体ではない。
2008年（平成20年）6月24日に三断橋と共に妹背山が、和歌山県指定文化財名勝・史跡和歌の浦として指定された。

## 概要

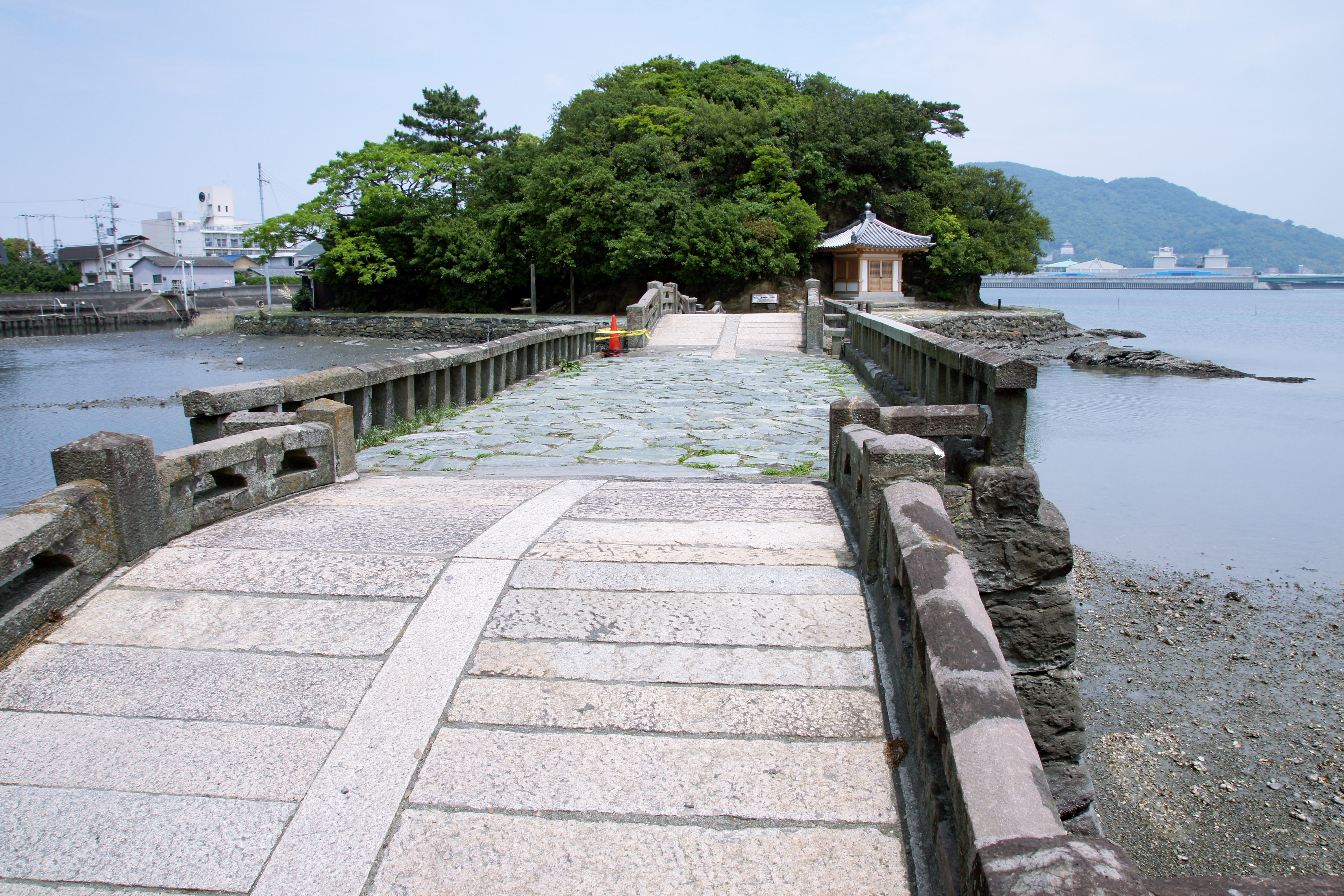
妹背山と三断橋

和歌川河口に浮かぶ妹背山は、周囲250m程の小島で、相模の江ノ島、近江の竹生島それに安芸の厳島と並ぶ水辺の名勝であった。この妹背山について『紀伊國名所圖會』は、「國祖君 (こくそくん)御造営あり、三つの橋をわたし、山のめぐりは石を畳みて平地とし、山上には寳塔高く聳え、石階くだりて水楼あり。みなみは名にあふ和歌のうら､東面は名草山なり、山水絶妙、言語に絶えたり。かゝるやごとなき御制地なるも、下民の遊翫(ゆうがん)をゆるされ、四季をりをりの間断なく、爰(ここ)につどひあつまり、おのがさまざまたのしみ興ず。或人是を文王の囿(いう)に比す、また宜(うべ)ならずや。」と記す。
妹背山の西側には、砂岩製高蘭付きの三断橋が架けられている。県内最古の石橋で、妹背山を整備した慶安期に建造したものである。『紀伊國名所圖會』に、「こは杭州西湖の六橋のおもかげありて、風景真妙にして、壮観足らずということなし。」と記されている。西湖は、白居易や蘇軾の詩文に唱われ、由来、時として艶麗な美女に、あるいは神仙の境域にみたてられてきた中国有数の景勝地である。三断橋の欄干、板石、橋桁、橋脚などが、西湖を模したものといわれている。三断橋は、何度か補修されているが、橋の原型そのものは4世紀にわたって崩される事なく、今日まで継承されている。
三断橋を妹背山へと渡ると、その正面の右側の梵文題目碑がある。かつては「経王堂」と呼ばれる「小堂」の中にあった。さらに、南側の磯部の道を行くと、東向きに水中に観海閣が建っている。三断橋と同じ時期に頼宣により建造されたものである。『紀伊国名所図会』には、「山水絶妙、言語(ごんご)に絶えたり。かかるやごとなき御制地(ごせいち)なるも、下民(かみん)の遊翫(いうぐわん)をゆるされ、四季をりをりの間斷なく、爰(ここ)につどひあつまり、おのがさまざまたのしみ興(きよう)ず」とあり、観海閣は四季を通じて民衆に開放されていた。ここから石段を登ると多宝塔（和歌山市指定文化財）の前に出る。

## 埋納経石について
多宝塔の下には石室(東西210cm、南北164cm)があり、この中に『法華経』の「題目」が書写された15万個を超える経石が埋納されている。この経石の埋納は、徳川家康の三十三回忌である1648年6月8日(慶安元年4月17日) を期に、家康の側室で徳川頼宣の生母である養珠院が、衆生の慰霊救済と天下静謐を祈って発願したものである。この浄業には、後水尾上皇から民衆に至るまで、また僧俗を問わず多くの人々が参加するところとなり、経石の題目数の合計が250万返に達したことをもって、1649年（慶安2年）浄業は成就している。
経石が埋納された場所には、経石埋納供養の由来が刻まれた題目碑が造立され、1655年（明暦元年）には養珠院の菩提を弔うため多宝塔が建造されている。この経石埋納事業は、上皇から庶民にいたるまで貴賎の上下なく大勢の人々が参画したものであるが、江戸時代初期にあって階級を超えて多くの人々が参画したこのような法事は、我が国の歴史の中でかつてなかったことであり、題目碑にも、このことは「叡慮映石典是前代未聞奇異耳」と記されている。

## 伽藍
境内は嘗て妹背山全体であったが、現在は多宝塔の周囲330m2のみになっている。また、三断橋や和歌山城と同じ石積みであることや手摺りなど建築面での価値も高いことが判ってきている。
- 拝殿 - 現存せず
- 唐門 - 現存せず
- 多宝塔 - 市指定文化財。高さおよそ13メートル。元は、養珠院が徳川家康の三十三回忌の追善菩提の為に建てた小堂であったが、承応2年（1653年）8月に養珠院が逝去すると徳川頼宣が多宝塔に改築した。内部の題目碑には建立の由来が記されている。
- 妹背山と三断橋 - 県指定文化財（名勝・史跡和歌の浦）
- 経王堂 - 再建
- 三断橋
- 観海閣 - 再建